# انیو بالبو
اِنیو بالبو (ایتالیایی: Ennio Balbo؛ ‏ ۱۸ آوریل ۱۹۲۲ – ۱۸ ژوئن ۱۹۸۹) یک هنرپیشه، صداپیشه اهل ایتالیا بود.
از فیلم‌هایی که وی در آن نقش داشته‌است، می‌توان به قرار ملاقات، مرد، زن و پول، ماجراهای پینوکیو و آنا، آن لذت خاص اشاره کرد.